# 倉阪秀史
倉阪 秀史（くらさか ひでふみ、1964年1月25日 - ）は、日本の環境経済学者。千葉大学法政経学部法政経学科教授。環境マネジメントシステム実習、環境経済論、環境政策論、政策・合意形成入門などを担当。小説家の倉阪鬼一郎は実兄。

## 経歴
三重県伊賀市出身。三重県立上野高等学校、東京大学経済学部をそれぞれ卒業。
1987年から1997年まで環境庁（現環境省）に勤務。環境基本法、環境影響評価法などの施策に関わる。1994年から1995年まで、米国メリーランド大学客員研究員。1998年から千葉大学法経学部経済学科助教授。
千葉大学では環境ISO学生委員会の組織を主導しており、学生委員会での活動が単位として認定されるという形の授業を開講し、千葉大学の環境マネジメント活動を行っている。　

## 著書

### 単著
- 『環境を守るほど経済は発展する：ゴミを出さずにサービズを売る経済学』（朝日選書, 2002年）
- 『エコロジカルな経済学』(ちくま新書, 2003年)
- 『環境政策論』(信山社, 2004年／第2版・2008年／第3版・2014年)
- 『環境と経済を再考する』(ナカニシヤ出版, 2006年)
- 『政策・合意形成入門』（勁草書房, 2012年）
- 『なぜ経済学は経済を救えないのか：資本基盤マネジメントの経済理論へ　（上）視座と理念の転換』（詩想舎（i-Card Books）, 2017年）
- 『なぜ経済学は経済を救えないのか：資本基盤マネジメントの経済理論へ　（下）政策展開の経済理論』（詩想舎（i-Card Books）, 2017年）

### 編著
- 『環境：持続可能な経済システム』(勁草書房, 2010年)
- 『地域主導のエネルギー革命』（本の泉社, 2012年）
- 『人口減少・環境制約下で持続するコミュニティづくり：南房総をイメージエリアとして』（千葉日報社, 2012年）

### 共著
- （室田武・小林久・島谷幸宏・山下輝和・藤本穣彦・三浦秀一・諸富徹）『コミュニティ・エネルギー：小水力発電、森林バイオマスを中心に』（農山漁村文化協会, 2013年）
- （永続地帯研究会編、馬上丈司・松原弘直）『地図で読む日本の再生可能エネルギー』（旬報社, 2013年）